# Gustav Weigand
Gustav Weigand (Duisburg, 1 de febrero de 1860-Belgershain, 8 de julio de 1930) fue un lingüista alemán, especialista en lenguas balcánicas, especialmente en el idioma rumano y el idioma aromuniano. Es conocido por sus contribuciones fundamentales a la dialectología de la lengua rumana y por estudiar las relaciones entre las lenguas de la península balcánica (Balkansprachbund).

## Biografía
Entre 1878 y 1884 fue profesor en varias localidades alemanas, estudió romanística en la Universidad de Leipzig y escribió una disertación sobre la lengua de los aromunes en la región del monte Olimpo en 1888, seguida de una tesis de habilitación sobre los megleno-rumanos en 1892. En 1893 fundó el "Instituto rumano" en la Universidad de Leipzig, la primera institución de este tipo fuera de Rumania, seguida un poco más tarde por el "Instituto para la lengua búlgara". En los años siguientes, viajó por la península de los Balcanes para realizar extensos estudios de campo personales. Aprendió las lenguas regionales. En 1908 publicó "Atlas lingüístico del área de la lengua daco-rumana", el primer trabajo de este tipo en el campo de la lingüística románica. En 1917, Weigand fundó el "Instituto del Sudeste de Europa y el Islam" interdisciplinario en la Universidad de Leipzig.
Durante la Primera Guerra Mundial, las autoridades alemanas lo enviaron a Macedonia para realizar estudios etnográficos como parte de la empresa de investigación de campo “Comisión Estatal de Macedonia”, financiada por el Kaiser Guillermo II de Alemania. Los resultados se publicaron en 1923 bajo el título "Etnografía de Macedonia".
En reconocimiento a su investigación sobre la lengua rumana, Gustav Weigand fue elegido miembro extranjero de la Academia Rumana en 1892. También fue miembro extranjero de la Academia de Ciencias de Bulgaria y del Instituto Científico de Macedonia. Murió en Belgershain, Sajonia.

## Obra
- (1888): Die Sprache der Olympo-Walachen. disertación, Universidad de Leipzig.
- (1892): Vlacho-Meglen. Eine ethnographisch-philologische Untersuchung. Leipzig.
- (1895): Die Aromunen/Ethnographisch-Philologisch-Historische Untersuchungen. Leipzig.
- (1907): Bulgarische Grammatik
- (1908): Linguistischer Atlas des dacorumänischen Sprachgebiets. Leipzig: Barth.
- (1922): Spanische Grammatik für Lateinschulen, Universitätskurse und zum Selbstunterricht
- (1913): Bulgarisch-deutsches Wörterbuch
- (1913): Albanesische Grammatik im südgegischen Dialekt (Durazzo, Elbassan, Tirana). Ambrosius Verlag Leipzig.
- (1923): Ethnographie Makedoniens. Leipzig.
- (1925): Die Berglaute Lahuta e Macis Gjergj Fishta, Hrsg. Leipzig: Joh. Ambr. Barth, übers. u. erl. von Gustav Weigand.